# Schloss Töltschach

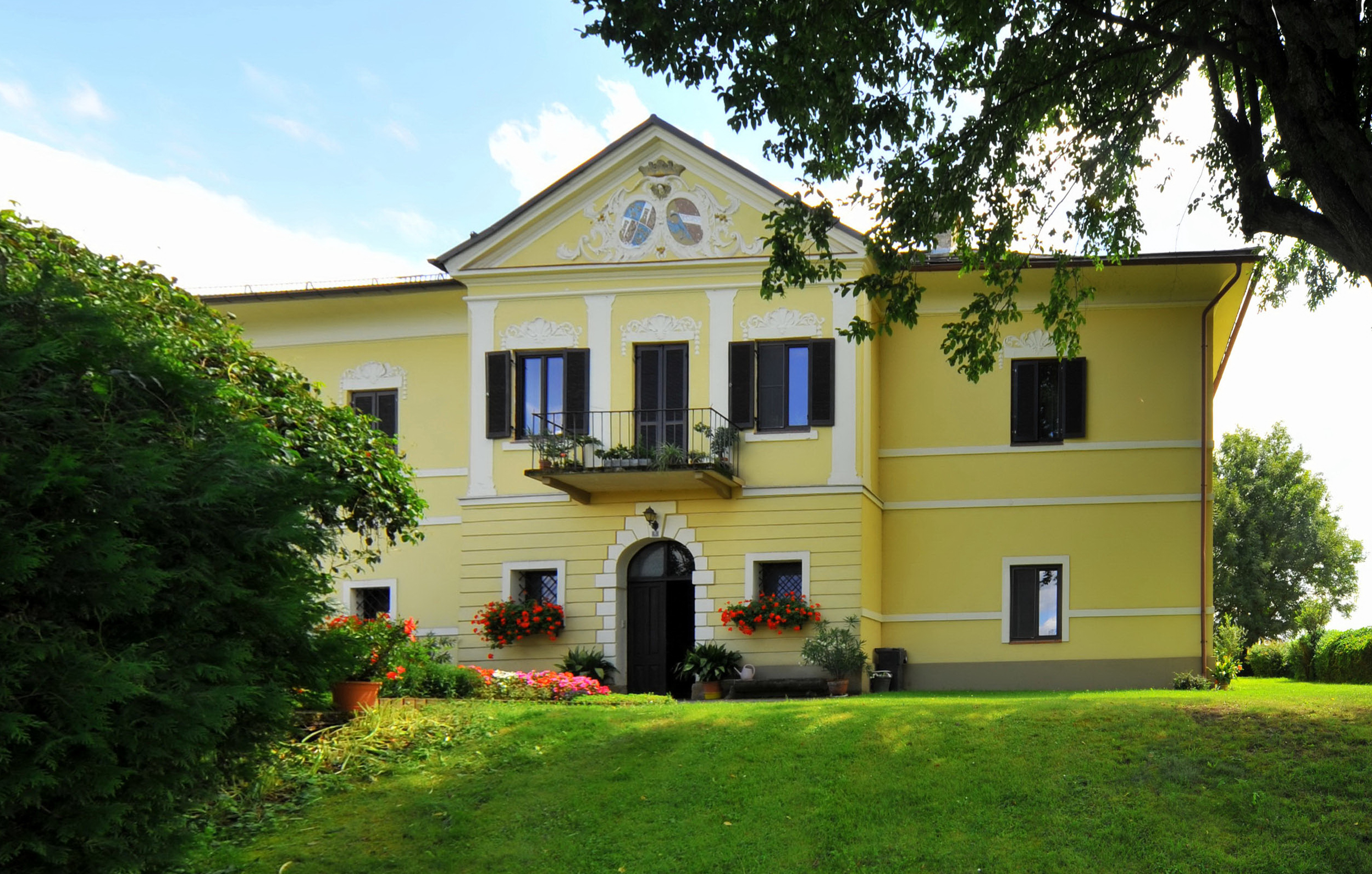
Schloss Töltschach (Westansicht)

Das Schloss Töltschach erhebt sich nordöstlich von Arndorf auf einem leicht gewellten Plateau oberhalb des Zollfeldes in der Gemeinde Maria Saal. Das Gebäude wurde im 16. Jahrhundert errichtet und Ende des 17. Jahrhunderts barockisiert. Schloss Töltschach beherbergt heute einen landwirtschaftlichen Betrieb und steht unter Denkmalschutz.

## Baugeschichte
Der Ort Töltschach wurde 1292 erstmals urkundlich erwähnt. Ein erster Hinweis auf einen Ansitz findet sich im Jahr 1432, als sich Wilhelm Neudeck, der aus einer St. Veiter Bürgerfamilie stammte, als Erster nach „Tolczach“ benannte. Zu dieser Zeit dürfte es sich um den Hof eines Edelknechts gehandelt haben. Um 1493 belehnte König Maximilian einen Paulus Staudacher mit Gütern in Töltschach. Ab 1520 war die Familie Neuschwert in Besitz des Gutes, das spätestens 1582 unter Erasmus von Neuschwert entscheidend umgebaut worden sein muss, in diesem Jahr erfolgte eine Abrechnung über bereits durchgeführte Bauarbeiten mit 500 Gulden, was einem Sechstel vom Schätzwert des gesamten Gutes entsprach. Im Zuge dieser Arbeiten wurde das Gebäude vergrößert und leicht befestigt. Nachdem der letzte Vertreter der Familie Neuschwert im Jahr 1619 gestorben war, fiel Töltschach durch Verschwägerung für anderthalb Jahrhunderte an die Herren von Himmelberg. Diese ließen das Herrenhaus um 1691 und erneut um 1720 umbauen und barockisieren. 
Ein um 1680, also kurz vor der Barockisierung des Bauwerks angefertigter Kupferstich von Valvasor zeigt noch ein einfaches, dreigeschoßiges Herrenhaus mit einem Erkerpaar im obersten Geschoß über den Ecken der Westfassade.
Im 18. Jahrhundert übernahm die mit den Himmelbergern verwandte Familie Grotta von Grottenegg das Anwesen. Nach Johann Martin von Srohlendorf, der 1769 das Gut erwarb und sieben Jahre später die Kapelle errichten und mit Fresken ausstatten ließ, wechselten die Besitzer häufiger. 1793 folgte Anton von Justenberg und 1795 Urban Leitgeb. Theresia Leitgeb war mit Johann Baptist Türk verheiratet, der bedeutende Kärntner Freiheitskämpfer war ab 1812 Eigentümer und starb 1841 im Schloss. Unter ihm wurden von 1818 bis 1820 einige Nebengebäude errichtet, darunter der große Stadel. Weitere Schlossbesitzer waren 1880 Jakob Reinlein Freiherr von Marienburg (1880–1907) sowie Karl Bluch (ab 1907). 1913 erwarb die Familie Toff das Gut und führt es heute als landwirtschaftlichen Betrieb.

## Baubeschreibung
Das Herrenhaus ist ein typischer Vertreter des Querlaubenhauses, wie es sich seit den 1520er Jahren ausgehend von oberitalienisch-venezianischen Vorbildern für hoflose Edelsitzbauten im Ostalpenraum durchsetzte und bis ins 19. Jahrhundert in Gebrauch blieb. Ab dem späteren 18. Jahrhundert wurde dieser Raumtypus auch für andere Gebäude wie Pfarrhöfe, Wirtshäuser und Bauernhäuser verwendet, wofür sich gerade im Zoll- und Krappfeld zahlreiche Beispiele finden. Durch die später durchgeführten Veränderungen, vor allem durch die Abtragung des dritten Geschoßes mit den Erkern und dem Aufsetzen eines flachen Walmdaches, verwischen sich in Töltschach die Grenzen zwischen Schlossbau und bäuerlichem Gutshof.

### Äußeres

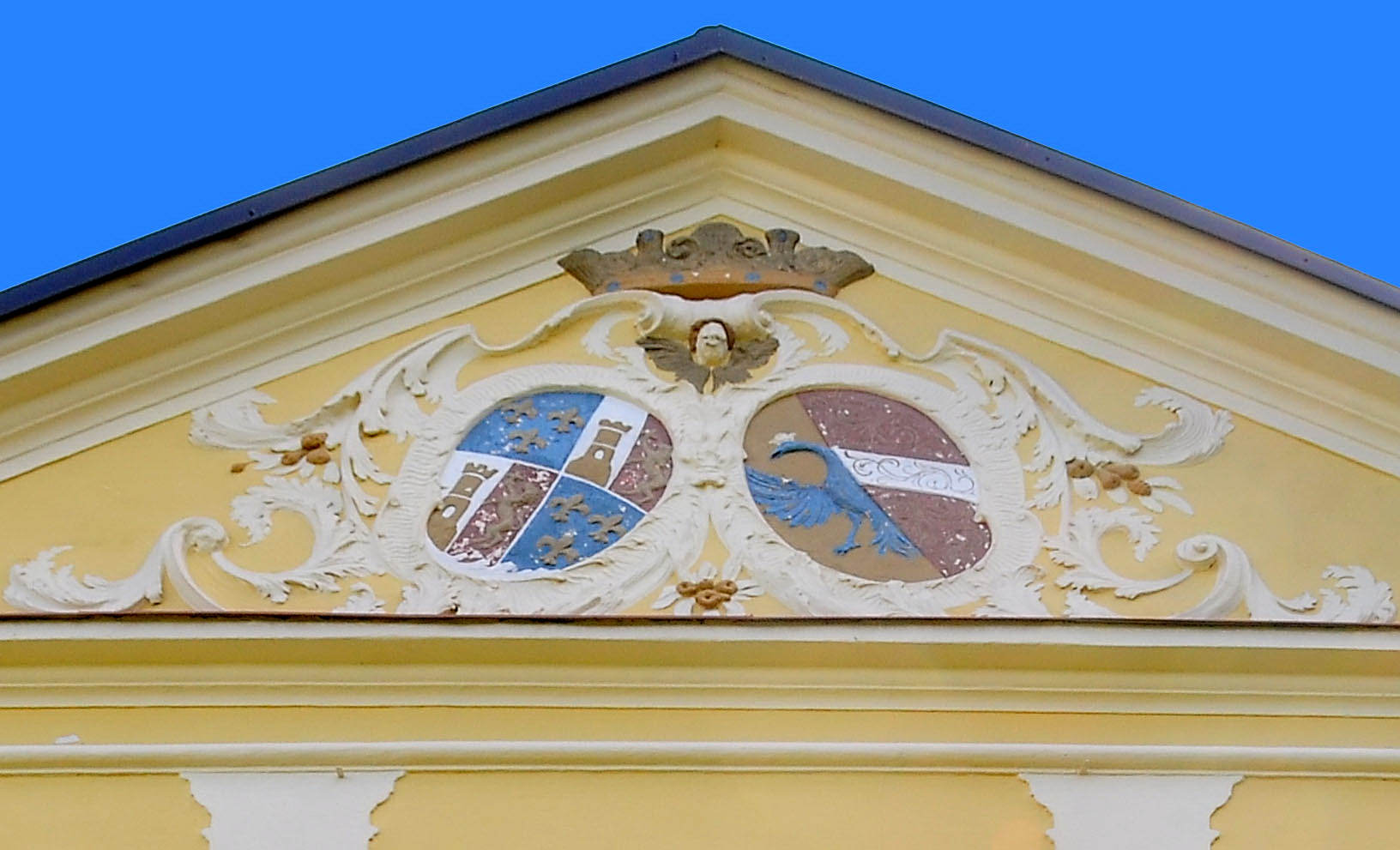
Dekorgiebel mit Doppelwappen als oberer Abschluss der Mittelrisalite auf der Westseite

Das Gebäude ist ein rechteckiger, zweigeschoßiger Bau mit 5:3 Fensterachsen und Giebelaufsatz. Die in den 1720er Jahren erneuerte Fassade weist im Obergeschoß barocke Fensterverdachungen und an den Längsseiten im Osten und Westen deutlich hervortretende Mittelrisalite mit Dreiecksgiebeln und Pilastern in der Breite dreier schmaler Fensterachsen auf. Im Giebel der Westfassade ist ein Doppelwappen der Grotta (links) und Himmelberg (rechts) angebracht, der Rocaille-Stuck, aus dem die Wappen hervortreten, wurde vermutlich ebenso wie die Stuckarbeiten im östlichen Giebelfeld sowie im Inneren des Gebäudes um 1720 von Kilian Pittner angefertigt. Das einfache Rundbogen-Portal an der Westseite ist mit einer durch Putzrillen angedeuteten Rustizierung, wie sie in der Renaissance mehr als ein Jahrhundert früher üblich war, eingefügt. Zwischen dem Portal und dem Giebel befindet sich ein einfacher Balkon. 

### Inneres

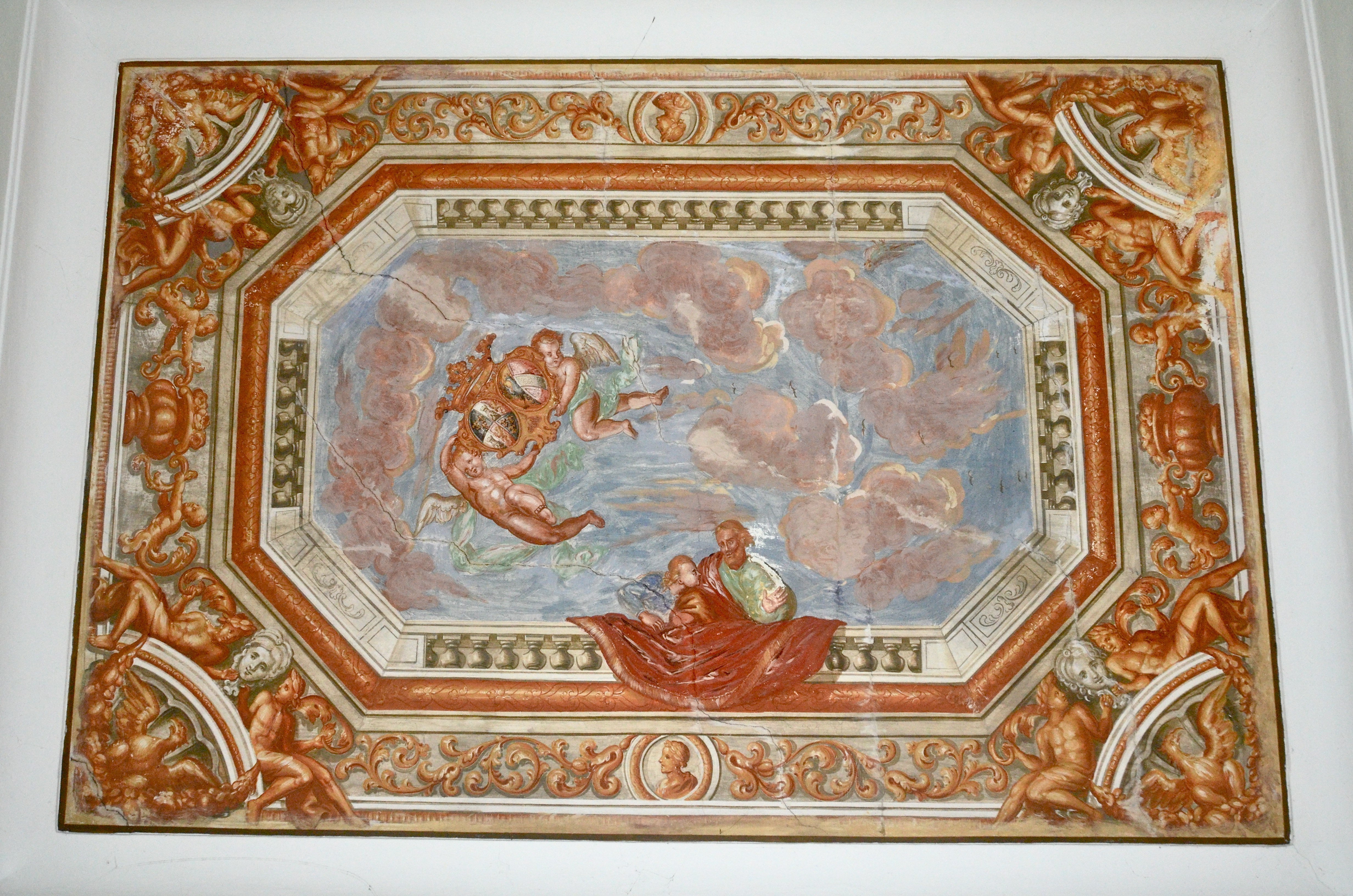
Rokoko-Deckenfresko im Treppenhaus

Das Rundbogenportal in der Mitte der Südwand, das eine manieristischen Löwenmaske des späten 16. oder des 17. Jahrhunderts als Keilstein trägt, führt in eine großzügig dimensionierte, aber flach gedeckte „Labn“. Von dieser führen im Erdgeschoß Türen in gewölbte Wirtschaftsräume. Das um 1720 neu angelegte Stiegenhaus ist mit einem barocken Deckenfresko geschmückt. Davon ausgehend führt der Blick übergangslos in eine offene barocke Deckenkonstruktion mit antikisierendem Dekor (Akanthus, Putten mit Vasen, menschlichen Gestalten, Adler etc.). Diese öffnet sich zu einer umlaufenden Balustrade. Die nicht unterteilte Halle im Obergeschoß ist ein repräsentativer, weitläufiger Festsaal. An die Halle schließen beidseitig Wohnräume an, von denen zwei Deckenstuckrahmen mit Akanthusformen, vermutlich aus der Klagenfurter Werkstatt von Kilian Pittner um 1720/30, aufweisen.

### Schlosskapelle
Die Ende des 17. Jahrhunderts errichtete Schlosskapelle ist dem heiligen Johannes der Täufer geweiht. Sie wurde unter Johann Martin Strohlendorf im Rokokostil umgestaltet. Die Kapelle hat einen geräumigen, hohen Innenraum mit Platzlgewölbe und flachrundem Chorschluss. Bemerkenswert ist ihr mit 1776 datierter Freskenschmuck. Das Deckenbild zeigt die Predigt des hl. Johannes des Täufers. An der Ostwand ist die Taufe Christi dargestellt. Der aus dem 20. Jahrhundert stammende kleine Altar wurde Anfang des 20. Jahrhunderts im neugotischen Stil angefertigt.

### Nebengebäude

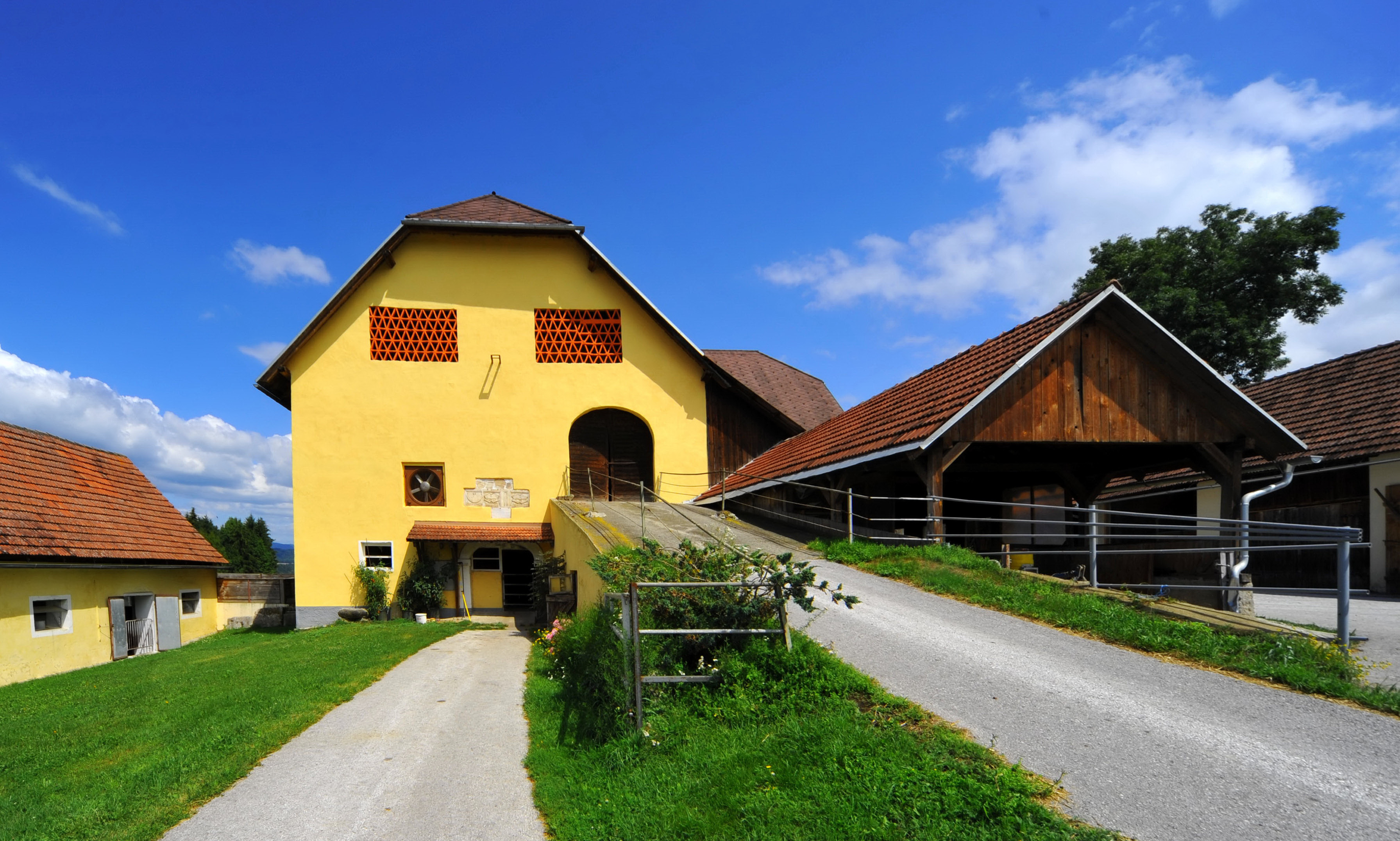
Wirtschaftsgebäude mit Spolien und Gedenktafel

Neben dem Herrenhaus gehörten zum Gut Töltschach schon immer mehrere Wirtschaftsgebäude. Während die Ansicht bei Valvasor um 1680 den zweigeschoßigen Meierhof in den Süden verlegt, sind die heutigen Wirtschaftsgebäude, darunter der mächtige Pfeilerstadel, um 1818 bis 1820 im Norden des Herrenhauses in der heutigen Form errichtet und mit zahlreichen Spolien aus der Römerzeit geschmückt worden. Sie stammen vom benachbarten Zollfeld und den Hängen des Töltschacher Berges, wo sich einst Virunum, die Hauptstadt der römischen Provinz Noricum, befand. 
Über dem Tor des Stadels sind Reliefplattenteile mit Schilddarstellungen von der Verkleidung eines früheren Bauobjekts eingemauert, darüber das Bruchstück einer Kassettendecke sowie Fragmente von Weihinschriften. An der Zufahrt befindet sich ein Giebelfragment eines Grabbaus. An einem Nebengebäude findet sich eine Inschrift mit der Namensliste von Mitgliedern eines Handwerkskollegiums aus Virunum. Ferner finden sich vor dem Schloss das Bruchstück einer Restaurierungsinschrift des Theaters von Virunum aus dem Jahr 221 n. Chr., ein Grabaltar mit Delphinreliefs sowie verschiedene Säulen- und Pilasterfragmente.